# Limnophora henganfiensis
Limnophora henganfiensis är en tvåvingeart som beskrevs av Shinonaga 2005. Limnophora henganfiensis ingår i släktet Limnophora och familjen husflugor. Inga underarter finns listade i Catalogue of Life.